# Otto Wahle

Otto Wahle (Viena, Austria, 5 de noviembre de 1879 - 1963 en Forest Hills, Nueva York, Estados Unidos) fue un nadador austríaco que compitió en los Juegos Olímpicos de París 1900 y en San Luis 1904.
En París obtuvo dos medallas de plata en las pruebas de los 200 metros con obstáculos y los 1000 metros libres, y en 1904 ganó una medalla de bronce en la prueba de las 440 yardas libres.
En 1906 se nacionalizó estadounidense, pasando a ser entrenador y además responsable del equipo de natación de los Estados Unidos a los Juegos Olímpicos de 1912 y del equipo de waterpolo a los Juegos Olímpicos de 1920 y Juegos Olímpicos de 1924.